# Ziemia gostynińska

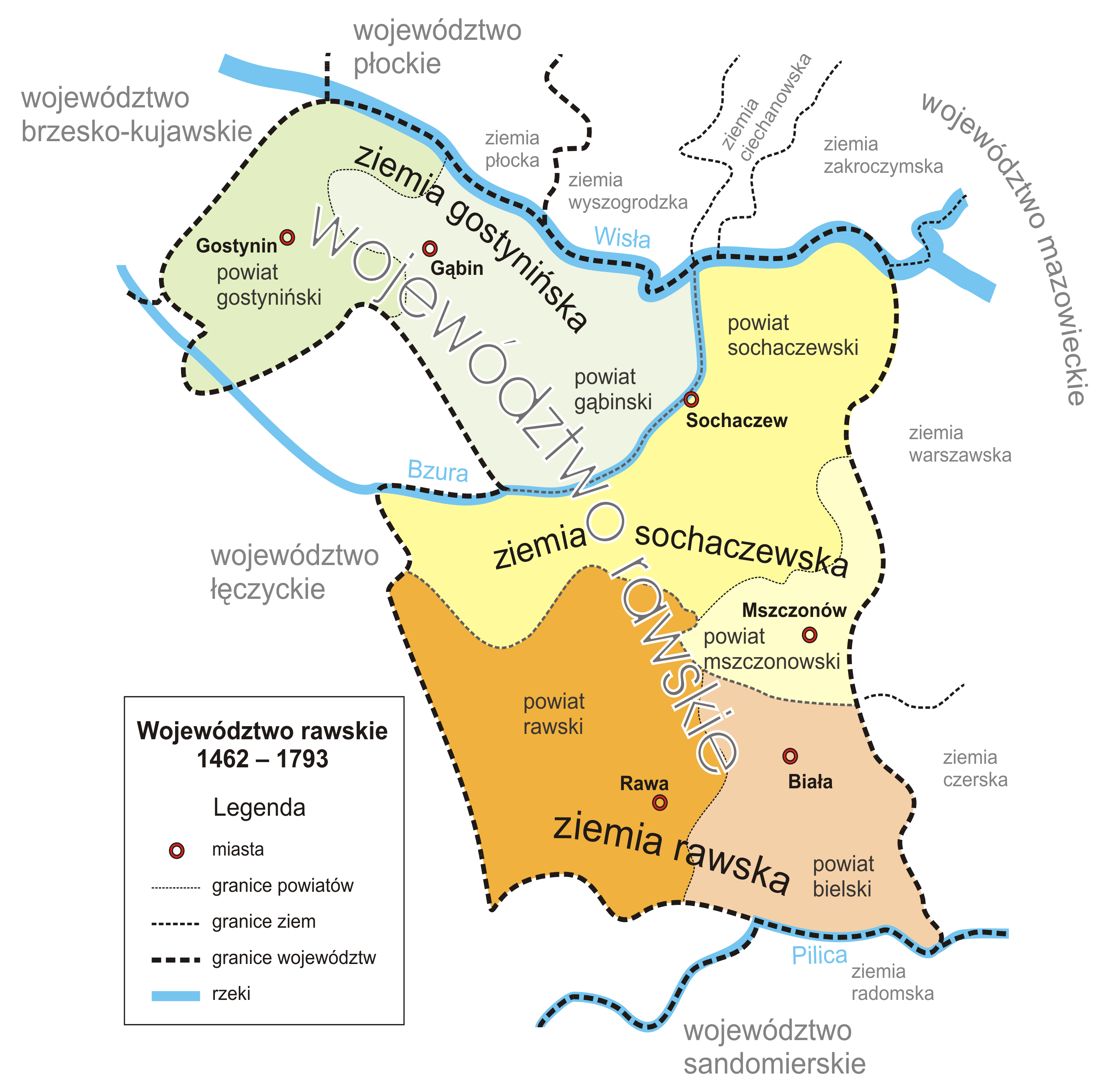
Województwo rawskie z ziemią gostynińską

Ziemia gostynińska – jednostka terytorialna leżąca na Mazowszu, stanowiąca część województwa rawskiego od przyłączenia do Korony w 1462 r. (po bezpotomnej śmierci księcia mazowieckiego Władysława II) do II rozbioru Polski w 1793 r. Głównym miastem był Gostynin.

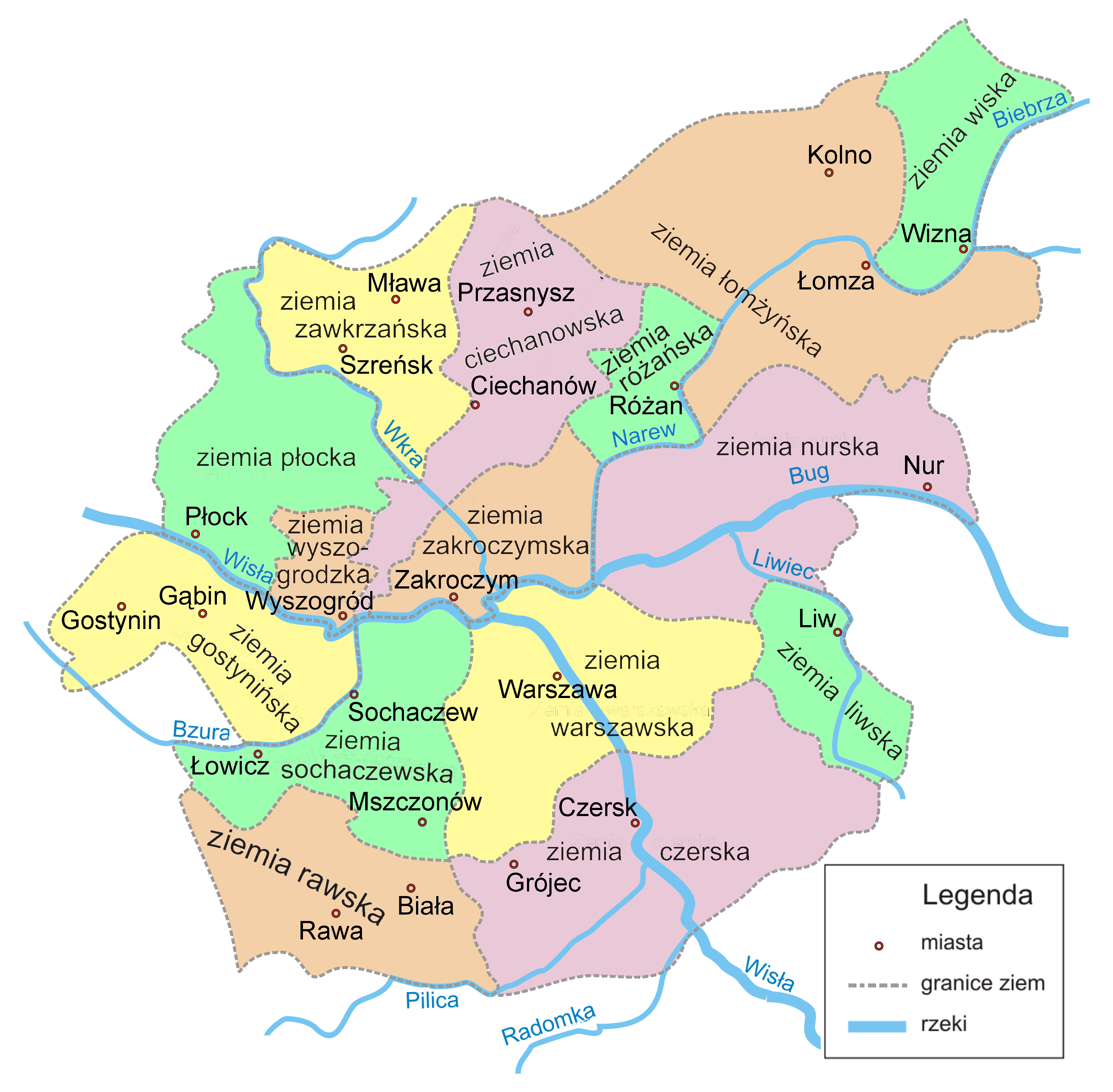
Ziemia gostynińska i inne ziemie Mazowsza (XIII–XVIII w.)

Ziemia gostynińska dzieliła się na 2 powiaty:
- gostyniński (794 km² i 128 miejscowości)Ziemia gostynińska, Mazowsze i inne krainy historyczne Polski na tle współczesnych granic administracyjnych

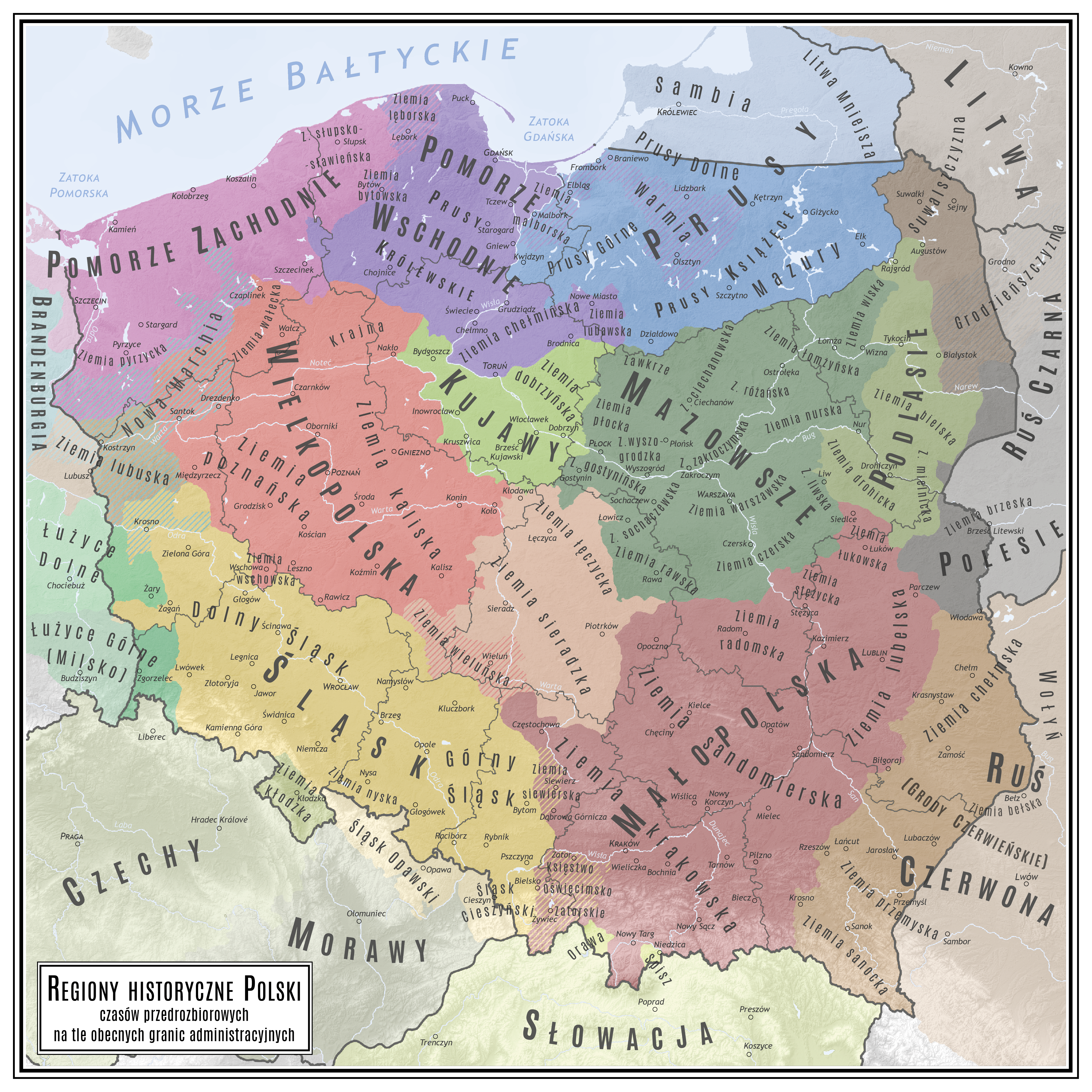
Ziemia gostynińska, Mazowsze i inne krainy historyczne Polski na tle współczesnych granic administracyjnych

- gąbiński (1139 km² i 159 miejscowości)